# Emil Kopp (Architekt)
Emil Kopp (* 7. September 1848 in Potsdam; † 1928 in Bad Saarow) war ein deutscher Architekt.

## Leben und Werk
Nach seinem Studium der Architektur und dem Militärdienst begann Emil Kopp zunächst im Staatsdienst zu arbeiten und dann selbstständig im Privatbau.
Emil Kopp wirkte insbesondere in Bad Saarow. Er plante und erstellte Villen der Landhauskolonie Bad Saarow-Pieskow, war Architekt bei den wichtigen Objekten in der Stadt und wurde prägend für den architektonischen Stil des Ortes.

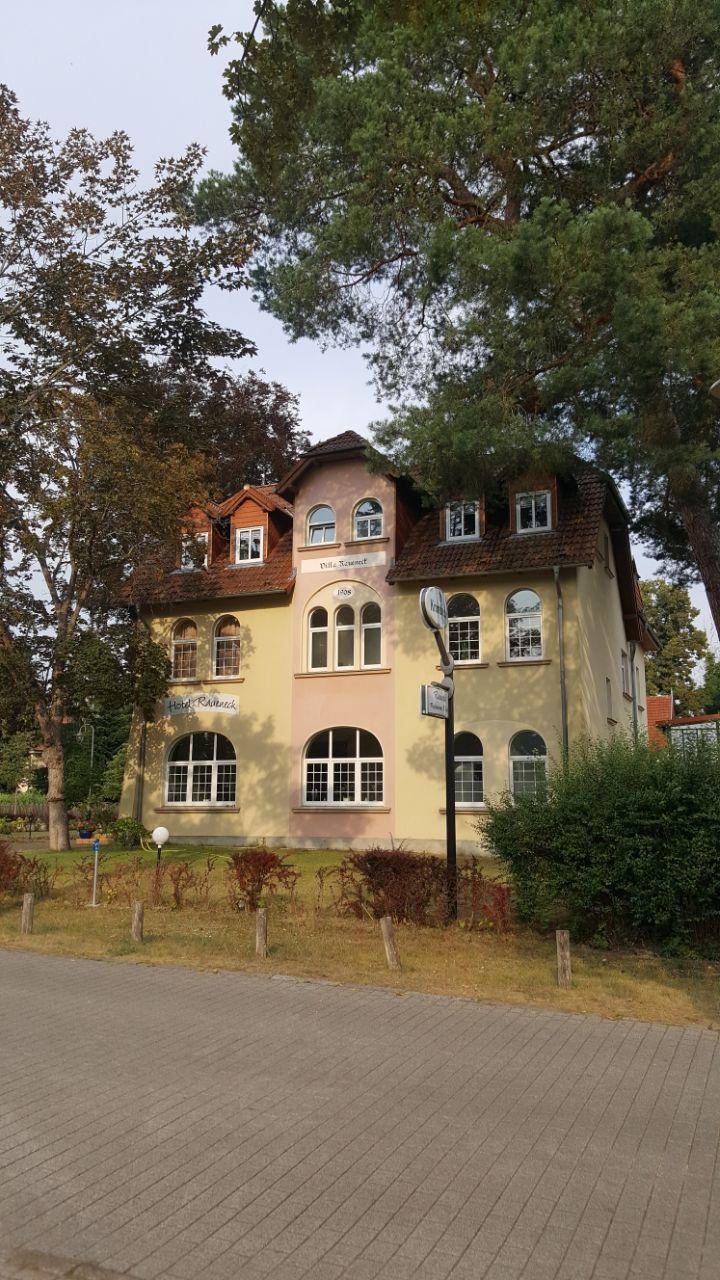
Villa Raueneck (1907/08)

1908/1909 erbaute er mit Ludwig Lesser das heutige Hotel Raueneck mit Chauffeurshaus in der Ahornallee 5. 

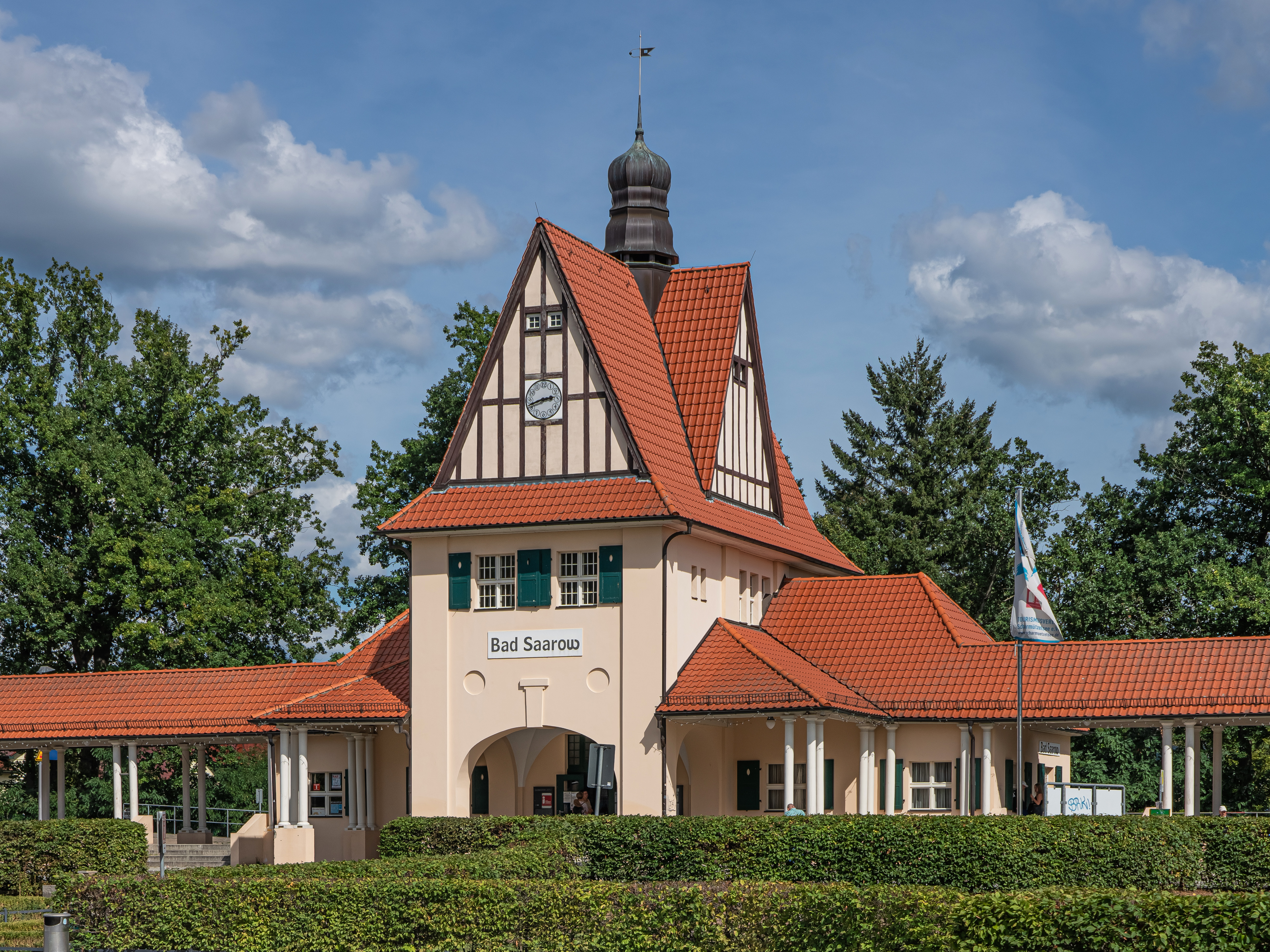
Bahnhof Bad Saarow (1910/11)

 1910 folgte in Zusammenarbeit mit Siegfried Bernstein der Bahnhof von Bad Saarow, der 1911 eröffnet wurde und heute unter Denkmalschutz steht. 

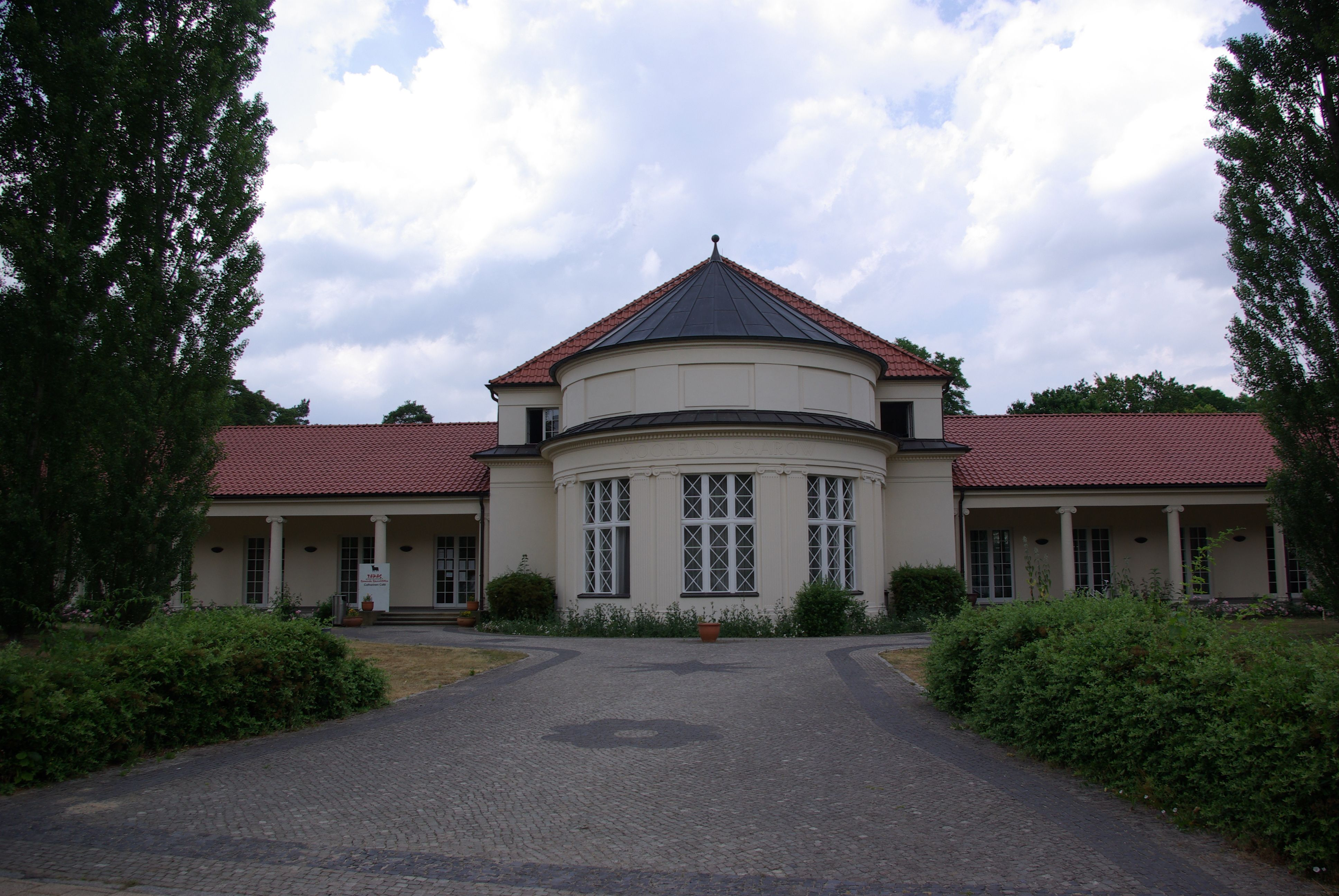
Moorbad Bad Saarow

 Außerdem stammen von Kopp die Entwürfe für das Moorbad, das Hotel „Seeblick“ und den Gemeindesitz. Außerdem entwarf er einige Villen der Saarower Neubürger, die ab 1910 aus Berlin hierher zogen oder hier ihren Sommersitz einrichteten, so die Häuser Ahornstraße 6 und 8 sowie Seestraße 29 (Landhaus Wagner).

1910/11 entstand nach Plänen von Carl Börnstein (* 1868) und Emil Kopp die Trauerhalle auf dem Jüdischen Friedhof in Potsdam.

Landhaus Wagner (1919/20)

1919–1920 entwarf er das Landhaus für Ernst Wagner in der Seestraße 29 in Bad Saarow.
Kopp war seit 1887 verheiratet und hatte zwei Söhne. Er arbeitete mit seinem Sohn Ernst Kopp zusammen, der ebenfalls Architekt wurde. Einige Projekte sind nicht genau zuzuordnen, da beide ihre Arbeiten mit E. Kopp unterschrieben haben.